# バッターニー

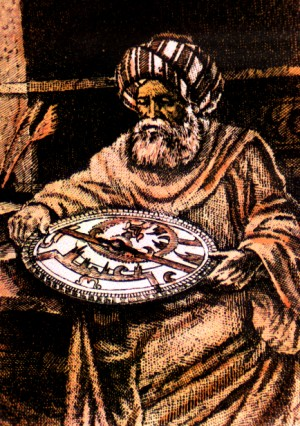
アストロラーベを持つアルバテグニウス。近代の画家による想像画。

アル＝バッターニー（アラビア語:  البتّاني, al-Battānī, 850年? – 929年）は、アッバース朝時代にシリアで活躍した天文学者、数学者。著作のラテン語訳を通して、三角法の多くがヨーロッパに伝わった。また、著作の『天文表』（Kitāb az-Zīj）はコペルニクスなどの多くのヨーロッパ中世の天文学者に引用された。より詳細な名前は、アブー＝アブドゥッラー・ムハンマド・イブン＝ジャービル・アル＝バッターニー・アル＝ハッラーニー・アッ＝サービー（アラビア語: أبو عبد اللّٰه محمد بن جابر بن سنان البَتّاني, Abū ʿAbd Allāh Muḥammad ibn Jābir ibn Sinān al-Raqqī al-Ḥarrānī al-Ṣābiʾ al-Battānī）と伝わる。また、ラテン語の文献の中では、Albategnius（アルバテグニウス）, Albategni, Albatenius という名で言及される。月のクレーターなど多くの事物に名が残されている。

## 生涯
上部メソポタミアのジャズィーラ地方の都市ハッラーン（現トルコ南部シャンルウルファ近郊）の生まれであるということ、また、彼の父が有名な科学機器の職人だったということを除いては、バッターニーの生涯についてわかっていることはほとんどない。個人名にムハンマドという名をもつことから彼自身がムスリム（イスラム教徒）であったことは確かだが、全名に含まれる「サービー」という通称は、彼がサービア教徒の共同体に連なる出自をもつことを示唆している。西洋の歴史家の中には彼がアラブの王子のような高貴な生まれであることを主張する者もいるが、伝統的なアラブの伝記でこのことに言及するものはない。バッターニーは、シリア北部の中心都市のラッカで活躍し、ダマスカスで没した。

## 業績
バッターニーは数学の分野では、正弦法の導入、コタンジェント表の計算、三角法の球面三角法の定理(球面幾何学)の発見など、三角関数を整理する業績を残した。
しかし彼がもっぱら活躍したのは、ヘレニズム文化からアラビア科学が継承した天文学の分野である。バッターニーはラッカにアストロラビウム(アストロラーベ)、グノーモン（日時計）、渾天儀、直径5mの高度測定器をそなえる私立天文台を設けて、41年間にわたって球面三角法を用いた正確な観測を行って、489個の星の恒星表を作った。
また、観測から黄道傾斜角や太陽の遠地点の位置が移動することを発見し、黄道傾斜角を割り出した。そのほか、
- 太陽の離心率
- 毎年の春分点の歳差の55"の値
- 太陽と月の運動の詳しい表
- 月の平均運動を改訂した
- 太陽と月の大きさの変化を調べてプトレマイオスの業績を改良し、金環食の可能性を論じる

など、プトレマイオス天文学を継承発展させた。
バッターニーの天文学における代表的著作である『サービア天文表』は、彼の数理天文学の成果をまとめたものである。

## 天文学
バッターニーのよく知られた業績の一つが天文学に関するもので、一太陽年が365日と5時間46分24秒であると算出したことである。
また、何世紀もの間、権威として受け入れられてきたプトレマイオスの算出した計算結果を訂正することに成功し、太陽と月の関係を表す表を新たに作った。バッターニーの計測は、さらに何世紀ものちのコペルニクスによる計測よりも正確であることすらあった。このことについては、バッターニーが南方の緯度に比較的近かったことがこのような観測に有利に働いたのではないかと補足する研究者もいる。
また、プトレマイオスが記録した近日点・遠日点の方向が変化していることを発見した。現在の地動説の用語で説明すると、これは地球軌道の離心率ベクトルの向きが変化することによる。
また、おそらく5世紀インドの数学者・天文学者アリヤバータとは独立に、正弦（サイン）を用いて計算を行うことを始めた。部分的には正接（タンジェント）も使用した。
また、春分点（秋分点）の歳差運動の値も計算し、1年で54.5秒（66年で1度）と算出した。また、黄道傾斜角は23度35分を算出した。なお、バッターニーは同僚のサービト・イブン・クッラが唱えたとされている「トレピダチオ説」を採用することはせず、自著の歳差を示す表においては規則正しい率を示した。